# Blackened Recordings
A Blackened Recordings lemezkiadót a Metallica együttes alapította 2012 novemberében, miután a Warner Music Grouppal kötött korábbi szerződésük lejárt. A lemezkiadó jelenleg kizárólag a zenekar kiadványaival foglalkozik. Az Egyesült Államokban a Rhino Entertainment, míg nemzetközi szinten a Universal Music Group terjeszti a Blackened kiadványait, melyekbe a zenekarhoz köthető minden hang- és filmfelvétel beletartozik.
A Metallica az 1984-es Ride the Lightning című második albumuk megjelenése után két hónappal, szeptember 12-én, írt alá a Warner leányvállalataként működő Elektra lemezkiadóhoz, ami novemberben újra kiadta a nagylemezt. Tíz év után, 1994-ben tárgyalták újra a lemezszerződést, amelynek eredményeként attól fogva a zenekar és a kiadó közösen gyakorolták a felvételek kiadási jogait. A szerződés részeként rögzítették, hogy annak lejártával minden a Metallica által rögzített felvétel tulajdonjoga teljes egészében a zenekarhoz kerül. A Metallica a Warnerrel való 28 év együttműködés után vált teljesen függetlenné 2012-ben.
A Blackened Recordings első kiadványa a 2012. december 10-én megjelent Quebec Magnetic koncert-DVD volt.